# Chaux-des-Crotenay
Chaux-des-Crotenay är en kommun i departementet Jura i regionen Bourgogne-Franche-Comté i östra Frankrike. Kommunen ligger i kantonen Les Planches-en-Montagne som tillhör arrondissementet Lons-le-Saunier. År 2022 hade Chaux-des-Crotenay 401 invånare.

## Befolkningsutveckling
Antalet invånare i kommunen Chaux-des-Crotenay
Referens:INSEE